# Agrotis mediocuneata
Agrotis mediocuneata är en fjärilsart som beskrevs av Edward Alfred Cockayne 1952. Agrotis mediocuneata ingår i släktet Agrotis och familjen nattflyn. Inga underarter finns listade i Catalogue of Life.